# 阪急電鐵9300系電聯車
阪急電鐵9300系電聯車（日语：／ Hankyū dentetsu 9300-kei densha）是阪急電鐵使用的特急型電聯車，並且在京都本線上進行運轉。9300系於2002年7月宣布預計引入，並於2003年10月14日的「鐵道日」開始在京都本線上運轉。

## 概要
9300系電聯車是京都本線自1995年引進阪急電鐵8300系電聯車8315編組，以及阪急電鐵引入8000系8042編組以來首款新型車輛。本型車與阪急電鐵9000系電聯車皆以「為所有乘客打造舒適的移動空間」為理念進行製造，並將設計重點放在「提供舒適的車內空間」、「引入優良的服務設備」及「針對高齡與行動不便乘客提供無障礙環境」。同時本型車以作為新世代的標準車輛進行製造，除延續阪急電鐵的設計傳統外，也融合最新的製造技術及當代乘客的需求。
由於長期負責製造阪急電鐵鐵路車輛的ALNA 工機在2002年終止鐵路事業的業務，因此9300系改由日立製作所笠戶事業所負責製造。其中第9編組9308F雖由日立製作所打造，但該編組的艤裝工程則是由因應阪急電鐵車輛保養制度重新編制等而成立的ALNA車輛負責。
阪急電鐵在2009年的安全報告書中規劃增購40輛9300系電聯車，以全面汰換當時在京都本線上運行的阪急電鐵6300系電聯車；而6300系也在2010年1月8日終止在京都本線上的運轉。自2024年7月21日起，9300系的全部11列編組中有6列編組在靠近大阪梅田站方向的第4節車廂處與提供指定席服務的車廂「PRiVACE」連結運轉。該車廂的車型為經過改造後編入9300系電聯車進行運轉的阪急電鐵2300系電聯車。而當2300系的編組引入至一定數量後便會停止與本型車編組的連結運轉，並與專門連結「PRiVACE」的2350型電車（2356-2361）在京都本線上運轉。
隨著2300系電聯車陸續導入至京都本線上運轉，本型車也將逐步退出特別急行列車的使用；其中優先退出使用的編組為未與「PRiVACE」連結運轉的編組，其次才是與該車廂連結進行運轉的編組。

## 規格與構造
9300系電聯車的車體以日立製作所打造的A-train為基礎進行製造，並採用鋁合金製的雙皮層構造；車輛尺寸則沿用阪急電鐵自引進阪急電鐵7300系電聯車以來制定的標準尺寸，除了符合與大阪地下鐵堺筋線直通運轉所需的車輛規格外，也為將來神寶線的車輛界限增加預留擴張的空間。為了打造出列車的無障礙環境，因此車廂地板的高度從1170mm降低至1150mm，並將京都本線各車站月台的高度提高至1100mm，以減少列車與月台間的高低落差。
車體側面的窗戶為連續型的窗戶，其中前3列編組的窗戶高度皆擴大至1040mm；自第4編組起的車輛側面窗戶則將其上框下移50mm，並配合阪急電鐵9000系電聯車將車廂兩端的窗戶改成電動式的窗戶。